# Lehnender Stein
De Lehnender Stein is een berg in de deelstaat Salzburg, Oostenrijk. De berg heeft een hoogte van 2.402 meter. 
De Lehnender Stein is onderdeel van het Tennengebergte.